# Chiesa di Santa Maria della Purità (San Pietro a Patierno)
La chiesa di Santa Maria della Purità è una chiesa di interesse storico-artistico di Napoli; è sita in zona periferica, nel quartiere di San Pietro a Patierno.
Venne eretta per volontà del barone Antonio Colella, nel 1894, sulle rovine di una precedente chiesa del XVII secolo.
Il tempio è costituito da una facciata neogotica caratterizzata da una cuspide nel primo ordine e rosone nel secondo; il bel bassorilievo in stucco, che raffigura la Madonna e Santi, è posto sopra la lapide commemorativa. Sull'estremità dell'arco che custodisce il bassorilievo, vi è lo stemma della famiglia Colella. La facciata è ornata anche da un campanile a vela con cuspide di forma triangolare.
La navata della chiesa è puramente classicheggiante ed è costituita da tre arcate per lato ornate da angeli e lesene con capitelli corinzi. L'altare maggiore settecentesco è composto da eleganti marmi policromi.
La chiesa contiene anche un organo dell'Ottocento ed un pulpito dello stesso periodo; inoltre, di raffinata fattura, è la statua al lato dell'ingresso (l'Addolorata). Tra le opere pittoriche, vi sono due tele raffiguranti la Vergine con bambino, San Fillipo Neri e San Cristoforo e la Vergine con San Tommaso d'Aquino e San Cristoforo.